# Prototype (манга)
«Берсерк: Прототип» — 48-страничная манга, написаная Кэнтаро Миурой в 1988 году во время учёбы в университете. «Прототип» был удостоен премии Comi Manga School. «Прототип» частично входит в основной канон «Берсерка» и является черновой главой, показывающая старые версии известных нам персонажей.

## Сюжет
Одноглазый мечник «Гатс» с железной рукой, вооруженный гигантским мечом «Убийца Драконов» и арбалетом проезжая мимо посаженых на колья скелетов, он замечает что толпа бандитов задирают девочку Фрикку у перевернутой телеги, убивает ее обидчиков и подвозит ее к ней домой, по дороге домой Фрикка знакомиться с крошечным эльфом Паком который сопровождает всю дорогу своего друга Гатса, в знак благодарности родители Фрикии угощают Гатса ужином параллельно рассказывая о правителе этих краев, князе Владе Цепеше: в недалеком прошлом Цепеши взятых на войне пленников сажал на колья, но в последнее время забирает к себе в замок молодых девушек из своих собственных земель. Фрика должна была стать очередной жертвой, если бы не разбойники. Селяне предлагают Гатсу убить князя, но воин поднимает их на смех ведь от этого ему выгоды никакой нет и он уходит, подарив Фрикке на память свою глазную повязку. Пак предельно возмущен эгоизмом Гатса, но воин отмахивался от эльфа. Когда из замка выезжает княжеская карета за Фриккой. Гатс видит на ней символ, напоминающий клеймо жертвы.
В замке Фрикка встречается с князем Цепеши, который осматривал свою очередную жертву; внезапно в его глаз прилетел арбалетный болт -- стрелял Гатс, проникший в зал через окно. Он делает еще несколько выстрелов, но как оказывается, князь бессмертен. На Гатса обрушается дождь из пик и алебард, одна из которых прибивает его к колонне, Но Гатс выбирается и достает свой меч  Убийцу Драконов, называя Цепеши «псом Ваны». Упоминание этого имени  приводит князя -- «Апостола темной богини Ваны» в бешенство, и он меняет облик, превращаясь в гигантское рогатое существо. Гатс оказывается у монстра в лапах, но ему удаеться через боль сделать из руки-пушки выстрел в упор, а затем добивает Цепеши мечом. Фрикка, Пак и умирающее чудовище видят на груди Гатса клеймо жертвы. Гатс отводит Фрикку к родителям и вместе с паком продолжает свое путешествие.

## Отличия от основной серии
- Гатс «Прототипа» заметно развязнее и острее на язык, чем Гатс основной серии; его лицо и мимика нарисованы в совершенно другом стиле.
- Гатс в перепалке с Паком утверждает что апостолы сожрали его мать заживо -- разорвали на части у него на глаза. В основной серии Гатс родился из трупа повешенной женщины.
- В  Прототипе апостолы служат темной богине Ване, а не Длани Господа.
- Клеймо жертвы имеет более другую форму с закругленными контурами, и находиться у Гатса на груди, а не на шее. Этот же символ изображенный на карете в основной манге так никогда не использовался.
- Меч Убийца Драконов имеет несколько другую форму -- клинок расширяется у основания .
- Крылья Пака имеют другую форму со множеством заостренных элементов вместе четырех округлых крылышек.
- Вместо закрепленного на левой руке арбалета Гатс использует большой двух зарядный арбалет.

## Замечания
- Прототип был включен в 14-й том (танкобон) основной манги, выпущенный в 1997 году, в качестве бонуса.
- Если бы прототип выходил в основной канон, его действия происходили бы примерно во времена арки Черный мечник, после знакомства Гатса с Паком.
- Фрика внешне похожа на Гриффита и выглядела как ранний образец его внешности.